# 2. československá fotbalová liga 1971/1972
V soubojích 40. ročníku druhé nejvyšší fotbalové soutěže – 2. československé fotbalové ligy 1971/72 – se utkalo 16 mužstev každý s každým dvoukolovým systémem podzim–jaro. Tento ročník začal v neděli 8. srpna 1971 a skončil v sobotu 17. června 1972. Nejlepším střelcem soutěže se stal Milan Lehocký z Partizánu Bardejov, který vstřelil 18 branek.

## Konečná tabulka
| Poř. | Tým                        | Z  | V  | R  | P  | VG | OG | B  |
| ---- | -------------------------- | -- | -- | -- | -- | -- | -- | -- |
| 1.   | TJ Spartak Hradec Králové  | 30 | 14 | 12 | 4  | 35 | 18 | 40 |
| 2.   | TJ Škoda Plzeň (S)         | 30 | 14 | 10 | 6  | 51 | 23 | 38 |
| 3.   | TJ VŽKG Ostrava            | 30 | 15 | 7  | 8  | 33 | 24 | 37 |
| 4.   | TJ LIAZ Jablonec nad Nisou | 30 | 13 | 8  | 9  | 30 | 22 | 34 |
| 5.   | TJ Bohemians ČKD Praha     | 30 | 13 | 5  | 12 | 49 | 32 | 31 |
| 6.   | TJ VCHZ Pardubice (N)      | 30 | 10 | 11 | 9  | 25 | 24 | 31 |
| 7.   | TJ Strojárne Martin (N)    | 30 | 12 | 7  | 11 | 29 | 35 | 31 |
| 8.   | TJ Partizán Bardejov       | 30 | 14 | 2  | 14 | 37 | 34 | 30 |
| 9.   | TJ Gottwaldov (S)          | 30 | 10 | 10 | 10 | 34 | 34 | 30 |
| 10.  | TJ SONP Kladno             | 30 | 12 | 5  | 13 | 41 | 42 | 29 |
| 11.  | TJ Kovostroj Děčín (N)     | 30 | 11 | 6  | 13 | 33 | 46 | 28 |
| 12.  | TJ ZVL Považská Bystrica   | 30 | 10 | 7  | 13 | 30 | 37 | 27 |
| 13.  | ASVŠ Dukla Banská Bystrica | 30 | 10 | 7  | 13 | 26 | 33 | 27 |
| 14.  | TJ Spartak Ústí nad Labem  | 30 | 9  | 7  | 14 | 30 | 44 | 25 |
| 14.  | TJ Slovan Liberec          | 30 | 6  | 11 | 13 | 19 | 33 | 23 |
| 16.  | TJ Zemplín Michalovce      | 30 | 9  | 1  | 20 | 32 | 51 | 19 |

Poznámky:
- Z = Odehrané zápasy; V = Vítězství; R = Remízy; P = Prohry; VG = Vstřelené góly; OG = Obdržené góly; B = Body; (N) = Nováček (postoupivší z nižší soutěže); (S) = Sestoupivší z vyšší soutěže

|  | Postup do I. čs. fotbalové ligy 1972/73 |
|  | Sestup do III. ligy – sk. A 1972/73     |
|  | Sestup do III. ligy – sk. B 1972/73     |
|  | Sestup do III. ligy – sk. C 1972/73     |